# Journey to Freedom
Journey to Freedom è il quarto album in studio della cantante statunitense Michelle Williams, pubblicato nel 2014.
L'album ha debuttato alla posizione 29 della Billboard 200, la più alta raggiunta in classifica dalla cantante.

## Tracce
1. Need Your Help (feat. Eric Dawkins) – 4:25
2. Yes – 3:37
3. Everything – 4:01
4. Fall (feat. Lecrae & Tye Tribbett) – 4:41
5. Fire – 4:31
6. Free – 4:08
7. Just Like You (feat. Chief Wakil) – 3:58
8. Beautiful – 4:17
9. Believe in Me – 3:07
10. In the Morning – 3:45
11. If We Had Your Eyes (feat. Fantasia) – 4:34
12. Say Yes (feat. Beyoncé & Kelly Rowland) – 4:12